# Волдпорт (Орегон)
Волдпорт (енгл. Waldport) град је у америчкој савезној држави Орегон.

## Демографија
По попису из 2010. године број становника је 2.033, што је 17 (-0,8%) становника мање него 2000. године.
| Група             | 2000.         | 2010.         |
| Белци             | 1.856 (90,5%) | 1.811 (89,1%) |
| Афроамериканци    | 2 (0,1%)      | 16 (0,8%)     |
| Азијати           | 24 (1,2%)     | 20 (1,0%)     |
| Хиспаноамериканци | 76 (3,7%)     | 68 (3,3%)     |
| Укупно            | 2.050         | 2.033         |